# Edward Digby (11. baron Digby)
Edward Kenelm Digby (ur. 1 sierpnia 1894, zm. 29 stycznia 1964) – brytyjski arystokrata i polityk, najstarszy syn Edwarda Digby, 10. barona Digby, i Emily Hood, córki Alberta Hooda.

## Życiorys
Po śmierci ojca w 1920 r. odziedziczył tytuł barona Digby i zasiadł w Izbie Lordów. Był pułkownikiem Coldstream Guards i został odznaczony Distinguished Service Order i Military Cross. W latach 1955–1964 był przewodniczącym Rady Hrabstwa Dorset. W latach 1952–1964 był Lordem Namiestnikiem Dorset. W 1960 r. został kawalerem Orderu Podwiązki.

## Życie prywatne
1 lipca 1919 r. poślubił Constance Pamelę Alice Bruce (14 czerwca 1895–15 marca 1978), córkę Henry’ego Bruce’a, 2. barona Aberdare, i Constance Beckett, córki Hamiltona Becketta. Edward i Constance mieli razem syna i trzy córki:
- Pamela Beryl Digby (20 marca 1920 - 5 lutego 1997)
- Constance Sheila Digby (ur. 20 września 1921), żona Charlesa Moore’a, nie ma dzieci
- Edward Henry Kenelm Digby (ur. 24 lipca 1924), 12. baron Digby
- Jaquetta Mary Theresa Digby (ur. 28 października 1928), żona Davida Jamesa, nie ma dzieci